# Sutherland Springs
Sutherland Springs je nezařazené území (anglicky Unincorporated Community) na starém španělském lénu Manuela Tarina na severu Wilson County v americkém státě Texas 34 kilometrů východně od předměstí San Antonia. V roce 2000 žilo na území obce 362 obyvatel.